# 상승초등학교 노동분교
상승초등학교 노동분교는 대한민국 강원도 화천군에 있었던 공립 초등학교이다.

## 학교 연혁
- 1955년 9월 1일: 노동국민학교 개교
- 1996년 3월 1일: 노동초등학교로 개칭
- 1999년 9월 1일: 상승초등학교로 편입
- 2019년 2월 28일: 폐교[2]

## 참고 자료
- 상승초등학교노동분교장 - 한국교육학술정보원 학교알리미